# Baltoro Kangri
Baltoro Kangri je hora v Pákistánu v pohoří Karákóram. Baltoro Kangri je vysoká 7312 m n. m. a leží na jih od masívu Gašerbrum a východně od vrcholu Čogolisa (7665 m). Obrovský ledovec Baltoro (který je jedním z největších ledovců mimo polární oblasti) vychází z úpatí Baltoro Kangri.

## Prvovýstup
V roce 1963 uskutečnila japonská expedice první výstup na vrchol Baltoro Kangri.